# Georg Christian Burchardi
Georg Christian Burchardi (* 23. Oktober 1795 in Ketting; † 16. Juli 1882 in Kiel) war ein deutscher Rechtswissenschaftler und Hochschullehrer.

## Leben
Burchardi stammte aus einer Familie, die seit dem 1584 geborenen Stammvater Anton Burchard Pastoren in Schleswig-Holstein und Professoren hervorgebracht hatte. Er war ein Sohn des Pastors in Ketting und späteren Propstes der Süderharde Christian August Burchardi (1752–1839) und dessen Frau Christiane Theresia Sophie, geb. Hüttenrauch († 1832). Die Pastoren und Abgeordneten der schleswig-holsteinischen Landesversammlung Heinrich Adolf Burchardi und Samuel Christoph Burchardi waren seine Cousins.
Nach der Promotion zum Dr. iur. in Kiel 1819 war er 1819 Privatdozent an der Universität Kiel und von 1819 bis 1821 außerordentlicher Professor für Jura in Bonn. Von 1821 bis 1822 war er ordentlicher Professor für Jura an der Universität Bonn. Von 1822 bis 1845 lehrte er als ordentlicher Professor für Römisches Recht an der Universität Kiel, die er von 1831 bis 1832 als Rektor leitete. Sein bedeutendster Schüler war Theodor Mommsen, als dessen Doktorvater er 1843 fungierte.
1844 wurde er zum Richter am Kieler Oberappellationsgericht ernannt, wofür er seine Professur aufgab. Bei der Gerichtsreformen 1867 in Folge der Eingliederung der Provinz Schleswig-Holstein in den Preußischen Staat nach dem Deutsch-Dänischen Krieg trat er in den Ruhestand.
1838 und 1841 war er Abgeordneter der Universität in der holsteinischen Ständeversammlung. Während der Schleswig-Holsteinischen Erhebung 1848 wählte ihn die Stadt Kiel zu ihrem Abgeordneten in der Vereinigten Ständeversammlung in Rendsburg. 1850/51 war er Mitglied des Oberkriegsgerichts, 1853 war er wieder Ständeabgeordneter für Kiel und Präsident der Versammlung. Von dessen Einführung 1854 bis 1861 war er unmittelbar vom König ernanntes Mitglied im Dänischen Reichsrat.

## Auszeichnungen
- Dannebrogorden
  - 1840 Ritter
  - 1862 Dannebrogsmann[2]

## Schriften (Auswahl)
- System des Römischen Rechts im Grundrisse zum Behuf civilistisch-dogmatischer Vorlesungen. Bonn 1823.
- Die Lehre von der Wiedereinsetzung in den vorigen Stand. Eine civilistische Abhandlung. Göttingen 1831.
- Verteidigungsschrift für E. M. Arndt 1821. Berlin 1918.
- Wilhelm Klüver als Herausgeber: Lebenserinnerungen eines Schleswig-Holsteiners. Flensburg 1927.